# Повілас Вереніс
По́вілас Ве́реніс (лит. Povilas Verenis; народився 29 липня 1990, Електренай, Литва) — литовський хокеїст, нападник. Наразі виступає за «Енергія» (Електренай). 

## Спортивна кар'єра
У складі національної збірної Литви виступав за молодіжних збірну країни (U20) на юніорських чемпіонатах світу, та почав виступати за головну команду країни з 2009 року, на чемпіонатах світу — 2010 (дивізіон I).
Виступав за ХК ВМФ (Санкт-Петербург).